# Листериоза
Листериозата е инфекциозно заболяване, устанавено предимно при преживните домашни животни, най-вече овцете, но засяга и хората. Причинява се от бактерията Listeria monocytogenes.

## Описание
При овцете има висока температура, отпадналост, последвани от частична парализа на главата и крайниците. Нарушена координация, обилно слюноотделяне, понякога движение на животното в една посока или въртене. Когато падне, то не може да се изправи и прави безпомощни движения с главата и краката, докато не се измори, след което лежи като мъртво. Това състояние продължава от 3 до 10 дена, но повечето от овцете умират.
При заразените деца се наблюдава менингоенцефалит, при възрастните – треска и диария. При бременните жени може да настъпи спонтанен аборт.